# Стуруа Георгій Федорович
Георгій Федорович Стуруа (18 червня 1884, село Кулаші Кутаїської губернії, тепер Самтредського муніципалітету, Грузія — 1 квітня 1956, місто Тбілісі, Грузія) — радянський діяч, революціонер, голова Президії Верховної ради Грузинської РСР. Член ЦК КП(б) Грузії, член Бюро ЦК КП(б) Грузії. Член ЦВК Грузинської РСР, ЗРФСР, СРСР, Депутат Верховної Ради Грузинської РСР. Депутат Верховної Ради СРСР 1—2-го скликань, заступник голови Президії Верховної ради СРСР у 1946—1948 роках. Молодший брат Івана Стуруа.

## Життєпис
Народився в селянській родині. Два роки навчався в початковій школі. Трудову діяльність розпочав стругальником по металу.
Член Тифліської організації РСДРП(б) з 1901 року.
До 1903 року — робітник-стругальник заводів Тифлісу, Баку та Батума. У 1903—1914 роках працював у більшовицькій нелегальній друкарні в Баку і в центральній нелегальній партійній друкарні в Москві. У 1905 році брав активну участь у подіях російської революції в Москві. Неодноразово арештовувався, сидів у в'язницях Батума, Санкт-Петербурга, Москви та Тифліса. У 1914 році був висланий в Тобольську губернію, а потім до Наримського краю. Наприкінці 1916 року втік із заслання в Баку, де продовжував революційну роботу. У січні 1917 року знову заарештований та висланий до Сибіру. Звільнений із Рязької пересильної в'язниці після початку Лютневої революції 1917 року.
У 1917 — початку 1918 року — активний діяч Бакинської комуни, член Бакинської ради, член Бакинського комітету РСДРП(б). Виступав як делегат від Баку на Загальнокавказькому партз'їзді, який відбувся нелегально в жовтні 1917 року. З березня по липень 1918 року — комісар фронту Баку—Петровськ.
У вересні 1918 — січні 1919 року — заступник народного комісара внутрішніх справ Терської Народної Радянської Республіки у Владикавказі.
У 1919—1920 роках — член Кавказького крайового комітету РКП(б). У жовтні — листопаді 1919 року був одним із організаторів повстання в Західній Грузії проти меншовицького уряду Грузинської республіки. У 1920 році заарештований, перебував в ув'язненні в Метехському замку та в Кутаїській каторжній в'язниці, потім був висланий меншовиками з Тифлісу до Азербайджану.
У вересні — грудні 1920 року — завідувач організаційного відділу ЦК КП(б) Азербайджану, секретар ЦК КП(б) Азербайджану.
Після захоплення Грузії радянськими військами — заступник народного комісара продовольства РСР Грузія, відповідальний секретар Міського комітету КП(б) Грузії міста Тифліса.
У січні 1925 — лютому 1928 року — відповідальний секретар Абхазького обласного комітету КП(б) Грузії.
У 1928—1929 роках — голова партійної колегії Центральної контрольної комісії КП(б) Грузії.
У 1929—1931 роках — народний комісар юстиції Грузинської РСР. До 1931 року — народний комісар юстиції Закавказької РФСР.
У 1931—1933 роках — голова Ради профспілок Грузинської РСР.
У 1934—1937 роках — голова Ради профспілок Грузинської РСР.
З липня 1937 року — народний комісар місцевої промисловості Грузинської РСР
У 1938 — 3 січня 1942 року — 1-й заступник голови Ради народних комісарів Грузинської РСР.
3 січня 1942 — 26 березня 1948 року — голова Президії Верховної ради Грузинської РСР. У березні 1948 року був звільнений із всіх державних посад.
16 квітня — 6 жовтня 1953 року — голова Грузинської республіканської ради профспілок.
У 1954 — 1 квітня 1956 року — директор Тбіліської філії Музею В. І. Леніна.
Помер 1 квітня 1956 року в Тбілісі.

## Нагороди
- два ордени Леніна (24.02.1941,)
- орден Вітчизняної війни І ст.
- орден Трудового Червоного Прапора
- орден «Знак Пошани»